# Heliocopris beccarii
Heliocopris beccarii är en skalbaggsart som beskrevs av Edgar von Harold 1871. Heliocopris beccarii ingår i släktet Heliocopris och familjen bladhorningar. Inga underarter finns listade i Catalogue of Life.